# Discografia Ștefaniei Stere
| An   | Nr. catalog                          | Piese | Acompaniament                               | Note |
| ---- | ------------------------------------ | --- | ------------------------------------------- | ---- |
| 1961 | EPA 3131                             | Leana dunăreana | O.M.P.R Dirijor Victor Predescu             |      |
| 1963 | EPA 3286                             | Lie, lie, ciocârlie Mult mi-e drag în sat să joc | Orchestra Nicu Stănescu                     |      |
| 1963 | EPA 3285                             | Cu badița mână-n mână Ce văzui pe călmățui | Orchestra Nicu Stănescu                     |      |
| 1963 | EPC 378 Cu bădița mână-n mână        | Cu bădița mână-n mână Ce văzui pe călmățui Mult mi-e drag în sat să joc Lie, lie, ciocârlie | Orchestra Nicu Stănescu                     |      |
| 1964 | EPA 3352                             | La fântânița din vale Ocheșică dobrogeană | Orchestra Nicu Stănescu                     |      |
| 1965 | EPC 556 La fântânița din vale        | La fântânița din vale Zi-mi bădiță cântecul Ocheșică dobrogeană Sunt țărancă dunăreană | Orchestra Nicu Stănescu                     |      |
| 1967 | EPC 782 Fata cu ochii măslinii       | Fata cu ochi măslinii Zi cântarea mea Dunăre, potecă lină Floarea dintre vii | Orchestra Nicu Stănescu                     |      |
| 1968 | STM-EPE 0702 Ansamblul „Perinița”    | 9. Pandelașul | Orchestra Perinița dirijor Ionel Budișteanu |      |
| 1969 | EPC 10.098 Mărine, dragă Mărine      | Mărine, dragă Mărine Urătu din ce-i făcut Ce cați, bade, pe la noi Bun e toamna vinul roșu | Orchestra Nicu Stănescu                     |      |
| 1973 | EPC 10.319 Cuculeț cu pene moi       | Cuculeț cu pene moi Pescăruș, pană-argintie Pe sub umbra salciei Măi, Ionele, Flăcăiaș | Orchestra Constantin Mirea                  |      |
| 1976 | 45-STM-EPC 10.504 Miresucă, surioară | Miresucă, surioară Ce cați bade pe la noi Turturică mititea M-a făcut mama să joc | Orchestra Nicolae Băluță                    |      |
| 1982 | ST-EPE 02088 Pandelașul              | Pandelașul Băiețașul, mamei drag De-aș fi pasăre să zbor Ce-ai crezut bade, că-mi pasă Mut mi-e dragă țara mea Cântă Dunărea Măi ciobane de la oi Pleacă neica militar Bine mi-e cu neamuri multe Cu frumosul m-am luat | Orchestra Radu Voinescu                     |      |

## Biografie
- Catalog Electrecord 1968, pag.(176-216)

1. 1 2 3  Catalog Electrecord 1968, pag.(176-216)